# Germinal (Roman)

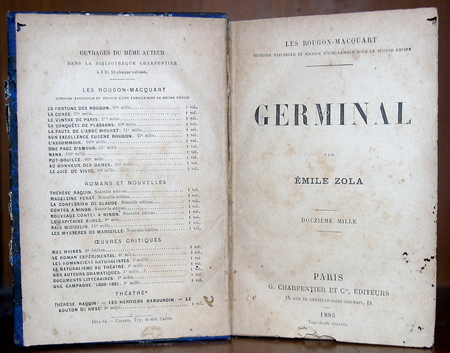
Titelseite der französischen Ausgabe aus dem Jahre 1885

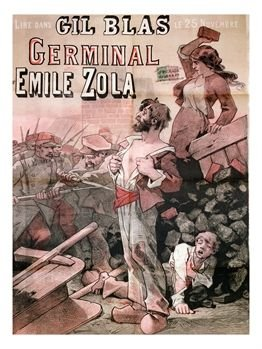
Werbung für Germinal in der Zeitschrift Gil Blas vom 25. November 1884

Germinal, 1885 erschienen, ist das Hauptwerk von Émile Zolas zwanzigbändigem Werk Das Leben der Familie Rougon-Macquart. Es beschreibt die unmenschlichen Verhältnisse im nordfranzösischen Kohlerevier des 19. Jahrhunderts.
Der Roman beleuchtet die Konflikte, die sich nicht nur zwischen Arm und Reich auftun, sondern auch zwischen den verschiedenen Versuchen, gerechtere Verhältnisse herzustellen. Ein Teil der Bergarbeiter und Bergarbeiterinnen befürwortet einen Streik, ein anderer Teil versucht, mit den Eigentümern der Gruben Einvernehmen herzustellen und zu verhandeln.

## Handlung

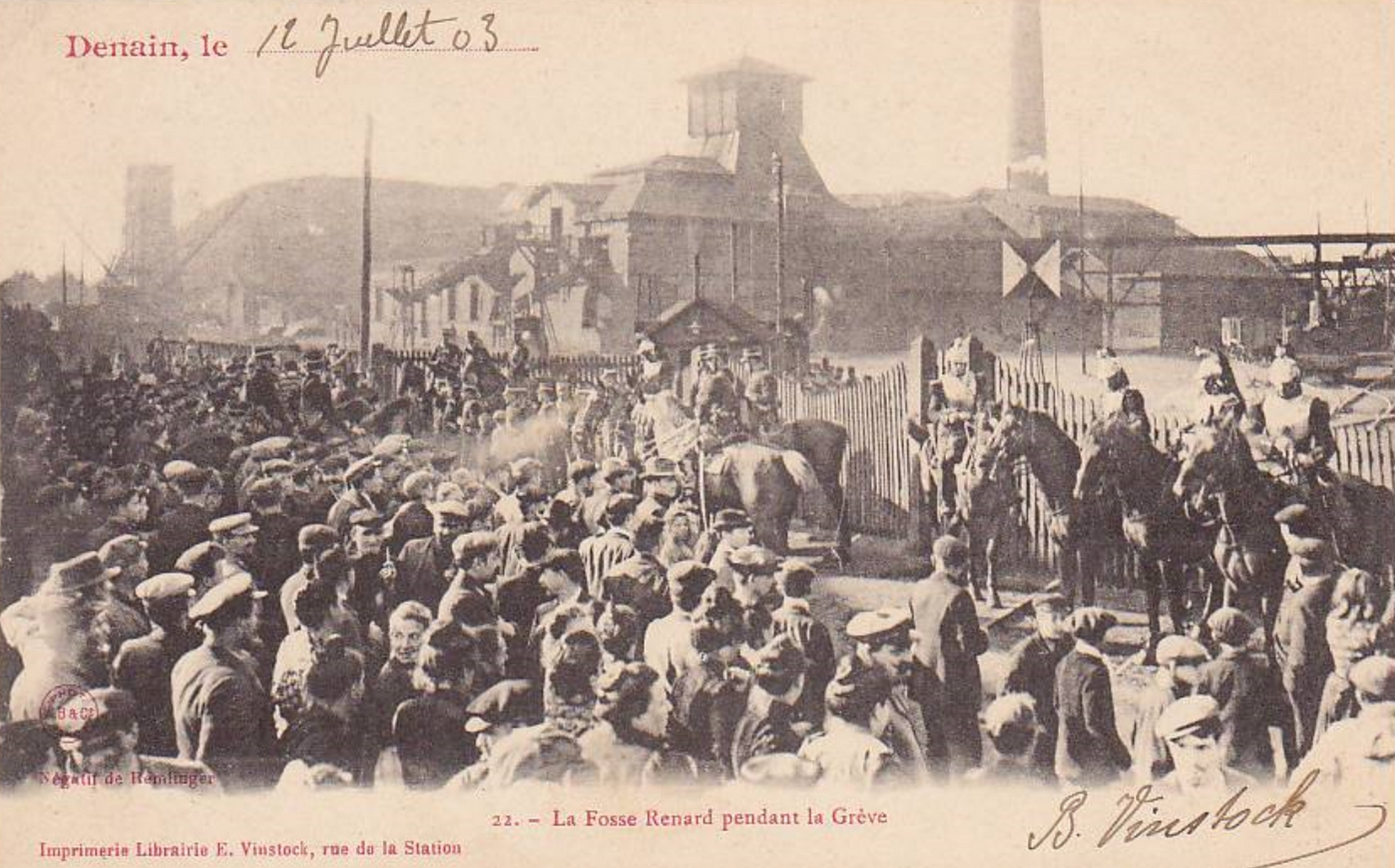
Arbeiter vor dem Steinkohlebergwerk Fosse Renard (um 1900), das Zola 1884 besuchte

Protagonist der Handlung ist der Maschinist Etienne Lantier, der Sohn der Wäscherin Gervaise Coupeau, welche ihrerseits die Protagonistin des Romans Der Totschläger ist. Er hat Lille wegen Respektlosigkeit gegenüber seinem Arbeitgeber verlassen müssen und kommt auf der Suche nach Arbeit in die Bergarbeiter-Siedlung des Schachtes „Le Voreux“. Hier findet er bei der Familie Maheu, in deren älteste Tochter Catherine er sich verliebt, Unterkunft und in der Kohlengrube von Voreux neue Arbeit.
Von den unmenschlichen Lebensumständen empört und von der Idee des Sozialismus begeistert, stachelt er die verzagten Bergarbeiterfamilien zum Aufstand auf, der zunächst auch Erfolg hat: Die Arbeiter treten in Streik, der jedoch von den Arbeitern anderer Gruben nicht mitgetragen wird. Die Lebensbedingungen der Arbeiter verschlechtern sich drastisch, da sie nun überhaupt nicht mehr bezahlt werden. Das Heer der wütenden Arbeiter von Le Voreux zerstört die Kohlengrube „Jean Bart“, kurz darauf verunglückt der von der Menge bedrohte raffgierige Lebensmittelhändler Maigrat tödlich, als er vom Dach stürzt. Als die Bergbauunternehmer belgische Arbeiter zur Reparatur der Gruben holen und die empörten Arbeiter dagegen vorgehen wollen, greift das Militär ein. Es kommt zu einer Schießerei mit Toten und Verletzten.
Hunger und Verzweiflung führen schließlich dazu, dass sie ihre Arbeit für noch niedrigere Löhne wieder aufnehmen müssen. Auch Etienne gibt klein bei, nachdem er bei den ausgehungerten Kameraden zur Persona non grata geworden ist.
Just am Tag der reumütigen Arbeitswiederaufnahme ist jedoch der Schacht Le Voreux vom Anarchisten Suwarin sabotiert worden, was seine Überflutung bis hin zum völligen Einsturz zur Folge hat. Dabei werden etwa 20 Arbeiter verschüttet, darunter Etienne, Catherine und deren Liebhaber Chaval. Zur Rettung der Eingeschlossenen wird ein Tunnel gegraben, der diese jedoch erst erreicht, als Etienne den Liebhaber Catherines aus Eifersucht erschlagen hat und sie selbst verhungert ist. Etienne verlässt nach seiner Rettung Voreux, nach wie vor vom Sieg des Sozialismus überzeugt.

## Figuren
- Étienne Lantier Hauptperson des Romans.
- Toussaint Maheu Hauer auf Le Voreux. Ein wegen seines gesunden Menschenverstandes allseits respektierter, fleißiger und mutiger Arbeiter. Lernt Étienne schätzen und nimmt ihn in sein Haus und seine Arbeitsgruppe auf.
- La Maheude (Frau Maheu) Seine Frau. Fleißig, mutig und von gesundem Menschenverstand. Mutter von sieben Kindern. Sie lässt sich besonders von Étiennes Schilderungen einer zukünftigen, idealen Gesellschaft begeistern.
- Zacharie Maheu Ältestes Kind der Maheus. Zur Zeit der Geschichte 21 Jahre alt. Liebhaber und später Ehemann von Philomène Levaque, mit der er zwei Kinder hat. Ein „blagueur“ (Spaßvogel), der scheinbar nichts ernst nimmt, am Ende jedoch alles einsetzt, um seine Schwester Catherine zu retten.
- Catherine Maheu Zweites Kind der Maheus. Zur Zeit der Geschichte 15 Jahre alt. Schlepperin (herscheuse). Eine stille Dulderin.
- Jeanlin Maheu Drittes Kind der Maheus. Zur Zeit der Geschichte 11 Jahre alt. Ein bösartiger Junge. Verachtet seine beiden „Freunde“, Lydie und Bébert, die in ihm den „capitaine“ sehen, und nutzt sie aus. Er tötet Jules, „weil er Lust dazu hatte“.
- Alzire Maheu Viertes Kind der Maheus. Zur Zeit der Geschichte 9 Jahre alt. Bucklig und zu klein für ihr Alter. Muss ihrer Mutter im Haushalt helfen. Als die Mutter am Schluss ihre toten Kinder nochmals nennt, weint sie nur bei der Erwähnung von Alzire.
- Weitere Kinder der Maheus Lénore (6 Jahre), Henri (4 Jahre) und Estelle (noch ein Säugling).
- Bonnemort Eigentlich Vincent Maheu, Vater von Toussaint Maheu. Zur Zeit der Geschichte 58 Jahre alt, früherer Hauer. Hat einen chronischen Husten, bei dem eine schwarze Masse hervorkommt. Den Beinamen Bonnemort („Schöner Tod“) hat man ihm gegeben, „damit man darüber lachen kann“ (pour rire), weil er dreimal beinahe in der Mine den Tod gefunden hätte. Man kann den Namen auch als Anspielung auf die Art verstehen, wie er am Schluss der Geschichte Cécile umbringt, ohne dafür bestraft zu werden, weil er offensichtlich nicht mehr zurechnungsfähig ist.
- Nicolas Maheu Vater von Bonnemort. Wird nur am Anfang im Rahmen der Zusammenfassung der Familiengeschichte erwähnt, die Bonnemort dem Neuankömmling Étienne gibt.
- Guillaume Maheu Vater von Nicolas, somit Urgroßvater von Toussaint Maheu. Hat als fünfzehnjähriger Junge über 100 Jahre vor der Zeit der Geschichte als erster die Kohlen der inzwischen stillgelegten Zeche Réquillart gefunden. Nach ihm ist die veine (Kohlenader) Guillaume benannt, in der sich die Verschütteten am Schluss befinden.
- Levaque Nachbarn der Familie Maheu, Eltern von Zacharies Frau Philomène und von Jeanlins Freund Bébert
- Bouteloup Untermieter der Familie Levaque und Liebhaber der Levaque
- La Pierronne (Frau Pierron) Schönste Frau der Zechensiedlung. Sie ist Pierrons zweite Frau und die Geliebte des Obersteigers Dansaert.
- Pierron Ehemann der Pierronne, Vater von Jeanlins Freundin Lydie. Ein unterwürfiger Charakter, voller Furcht vor der Compagnie.
- La Brûlé Mutter der Pierronne. Sie hasst die Compagnie, seit ihr Mann unter Tage umgekommen ist.
- Chaval Eitler und brutaler Bergmann, der seine Geliebte Catherine Maheu schlägt und eifersüchtig überwacht.
- Mouque Vater von Mouquet und der Mouquette
- Mouquet („Kleiner Mouque“) Freund von Zacharie Maheu und wie dieser als „blagueur“ (Spaßvogel) gekennzeichnet
- Mouquette („Kleine Mouque“) Schlepperin (herscheuse). Hat viele Liebschaften, darunter auch Étienne
- Bataille Altes Pferd, das zur Zeit der Geschichte schon 10 Jahre unter Tage lebt, und in seiner Sehnsucht nach der Sonne und dem Gras geradezu menschlich beschrieben wird.
- La Compagnie Vollständig Compagnie des mines de Montsou (Bergwerksgesellschaft von Montsou), 106 Jahre vor der Zeit der Geschichte gegründete Kapitalgesellschaft, die von einer anonym bleibenden „Régie“ (Direktion) gelenkt wird
- Dansaert Obersteiger. Liebhaber der Pierronne.
- Deneulin Hat seinen ererbten Anteil an der Compagnie verkauft und den Erlös in seine Zeche Jean-Bart investiert. Er steht für die kleinen Kapitalisten, die noch eine Nähe zu ihren Arbeitern haben, und die von den großen Kapitalgesellschaften erdrückt werden. Seine beiden Töchter, Jeanne und Lucie, haben ihre Mutter früh verloren. Die jüngere, Jeanne, 18 Jahre alt, träumt von der Malerei, Lucie, 22 Jahre alt, träumt davon, Theatersängerin zu werden.
- Hennebeau Als Generaldirektor örtlicher Vertreter der Compagnie, Onkel von Paul Négrel. Schwache Persönlichkeit. Wird von seiner Frau verachtet und betrogen.
- Léon Grégoire Aktionär der Compagnie. Lebt mit seiner Frau und der geliebten, einzigen Tochter Cécile das bequeme Leben von reichen Müßiggängern. Hält sich für wohltätig, weil er den Arbeitern von Zeit zu Zeit Almosen gibt. Die von seinem Urgroßvater ererbten Aktien will er keinesfalls verkaufen, er geht davon aus, dass noch die Kindeskinder seiner Tochter Cécile davon zehren werden. Neben Toussaint Maheu der einzige, dessen Familiengeschichte bis in die Zeit des Urgroßvaters zurückverfolgt wird. Doch während die „Bergarbeiter-Dynastie“ Maheu „zu fruchtbar“ (trop féconde; Schlusskapitel) ist, haben die Grégoires nach Céciles Tod keine Zukunft mehr.
- Paul Négrel Neffe von Hennebeau. Bergwerksingenieur der Compagnie und Verlobter von Cécile Grégoire. Liebhaber von Madame Hennebeau. Ehrgeizig und gegenüber den Arbeitern arrogant auftretend, zeigt er bei der Katastrophe am Schluss seinen Mut und leitet umsichtig die Rettungsaktion. Es kommt zu einer Umarmung zwischen ihm und dem geretteten Étienne.
- Jules Der „kleine Soldat“ (petit soldat) aus Plogoff in der Bretagne. Étienne sucht in einer Nacht das Gespräch mit ihm und wird später zufällig Zeuge, wie Jeanlin ihn ermordet.
- Maigrat Lebensmittelhändler, der die Not der Kundinnen ausnutzt, um sexuelle Gefälligkeiten zu fordern.
- Pluchart Sozialist, regionaler Vertreter der Internationale
- Witwe Désir Wirtin des Bon-Joyeux.
- Rasseneur Früherer Bergmann, wegen seiner sozialistischen Ideen entlassen. Zur Zeit der Geschichte Wirt des Avantage. Ist neidisch auf Étiennes Führungsrolle.
- Souvarine (Suwarin) Russischer Revolutionär, der nach Frankreich geflohen ist. Er träumt im Sinne des Nihilismus von einer großen Zerstörung, nach der alles neu gebaut wird. Seine einzige Zuneigung scheint dem Hasen Pologne zu gelten. Löst am Schluss durch Sabotage den Untergang der Zeche aus.

## Herkunft des Namens
Germinal ist der Name des in etwa dem April entsprechenden Monats des französischen Revolutionskalenders und bedeutet Keimmonat. Erst im letzten Absatz des Romans wird erklärt, dass das Aufbegehren der niedrigen Bevölkerungsschichten nun einem Keim gleicht, der aus der Erde dringt.

## Einordnung
Germinal gilt als Schlüsselwerk des europäischen Naturalismus im ausgehenden 19. Jahrhundert. Der Roman ist wegen der sehr realistisch dargestellten Konflikte mehr als ein Zeugnis für unmenschliche Arbeitsbedingungen und die menschliche Gleichgültigkeit derer, die davon profitieren.
Die Industrialisierung hat rasante Umwälzungen mit sich gebracht. In den Kohle-Bergwerken arbeiten unter schweren Bedingungen Männer, Frauen und Kinder. Die Verelendung ganzer Bevölkerungsschichten wird zur Quelle steigender Unruhe. Der Protagonist ruft zum Widerstand gegen diese Ausbeutung und gewinnt Anhänger unter seinen Leidensgenossen.
Zola hatte monatelang mit Bergleuten zusammen gearbeitet, bis er, vermutlich unter dem Eindruck des gewaltsam niedergeschlagenen Bergarbeiterstreiks in Anzin, den Roman schrieb. Eindringlich führt er die verzweifelte Lage der Bergleute vor Augen und vermeidet dabei jede Schwarzweiß-Malerei. Weder idealisiert er die Arbeiter, noch dämonisiert er die Besitzenden. Vielmehr schildert der Roman detailliert den moralischen Verfall auf beiden Seiten. Zola deutet ihn als Folge des gesellschaftlichen Elends. Die gelungene Verbindung einzelner Schicksale mit der wirtschaftlichen und sozialen Situation macht den Roman zu einem eindrucksvollen literarischen Zeugnis der frühen Industrialisierung, er wurde zum Fanal einer neuen Epoche der Epik.

## Rezeption
Germinal wurde in die ZEIT-Bibliothek der 100 Bücher aufgenommen.

## Verfilmungen
Der Roman wurde mehrfach verfilmt, unter anderem 1905 als Kurz-Stummfilm Au Pays Noir von Ferdinand Zecca und Lucien Nonguet, von Albert Capellani als Stummfilm im Jahre 1913, von Yves Allégret im Jahr 1963 und von John Davies als Mehrteiler für die BBC im Jahre 1970. Zuletzt wurde der Stoff im Jahre 1993 von Claude Berri verfilmt, siehe Germinal (1993).

### Ausgaben
- [Deutschsprachige Erstausgabe in vollständiger Fassung:] Germinal (= Die Rougon-Macquart. Die Geschichte einer Familie unter dem 2. Kaiserreich. Band 13). Vollst. Übers. von Armin Schwarz. Gustav Grimms Verlag, Prag/Budapest o. J. [1895], DNB 1066851042.
- Übers. Ferdinand Hardekopf. Büchergilde Gutenberg, Zürich 1947, DNB 57697434X (mit zahlreichen Holzschnitt-Illustrationen von Frans Masereel).
- Übers. Johannes Schlaf [1923]. Bearb. Hans Balzer (nach der von Maurice Le Blond besorgten Gesamtausgabe). Nachw. Rita Schober. Anm. und 40 Ill. von Jürgen Alexander Hess. Winkler, München 1976, ISBN 3-538-06883-6 (Lizenzausg. des Verlags Rütten & Loening, Berlin).
- Auf CD: Die Rougon-Macquart. Natur- und Sozialgeschichte einer Familie unter dem zweiten Kaiserreich (= Digitale Bibliothek. Band 128). Hrsg. von Rita Schober. Directmedia, Berlin 2005, ISBN 3-89853-528-2 (Booklet, 31 S.).[1]

### Interpretationen und Erläuterungen
- Vorlesungen zur Geschichte der französischen Literatur. Band 6,2: Das 19. Jahrhundert. II. 2. Auflage. Erich Köhler, Dietmar Rieger (Hrsg.). Kohlhammer, Stuttgart 1987, ISBN 3-17-009021-6, urn:nbn:de:bsz:25-opus-26523.
- Jacques Vassevière: Émile Zola, Germinal (= Klett Lektürehilfen: Lektürehilfen Französisch). 2. Auflage. Bearb. von Wolfgang Ader. Klett, Stuttgart 1995, ISBN 3-12-922408-4.[2]
  - Jacques Vassevière: Émile Zola, Germinal (= Balises. Série Les Oeuvres. 1). Nathan, Paris 1993, ISBN 2-09-188607-6.[3]
- Germinal. Extraits (= Hachette Classiques). Paris 1993, ISBN 2-01-020992-3. In gleicher Reihe. Ebd. 2005, ISBN 2-01-169185-0, Scan – Internet Archive.[4]
- Michel Erre: Germinal (= 10 textes expliqués. Profil. Série Littérature. Band 136, ISSN 0750-2516). Hatier, Paris 1997, ISBN 2-218-03209-0.[5]
- Hélène Potelet: Germinal. Etude de texte (= Profil. Série Littérature. 8). Hatier, Paris 1973, ISBN 2-218-74080-X. – (= Profil Bac. Profil d’une oeuvre). Ebd. 1999, ISBN 2-218-72932-6.
- (Ohne Verf.) Zola: Germinal. Texte et documents. Klett, Stuttgart 1992–1994, ISBN 3-12-597480-1.[6]
- Wolfgang Ader: Germinal (= Éditions Klett). Présentation et notes par Wolfgang Ader. Klett Sprachen, Stuttgart 2010, ISBN 978-3-12-597479-1 (französisch; Lektüren Französisch, Romane, Sekundarstufe II).[7]
- Germinal. In: Kindlers Literatur Lexikon. Zugang online via Munzinger-Archiv.[8]

## Audio
- CD: Übers. von Johannes Schlaf. Sprecher Hans Helmut Dickow. NDR Kultur, Hamburg 2007, ISBN 978-3-86735-258-1.

## Notizen
1. ↑  Gesamtwerk.
2. ↑  Überwiegend in Französisch. Weitere Klett-Ausgaben, auch durch Ader, siehe unten.
3. ↑  Ähnlich der Klett-Ausgabe, dort jedoch Ergänzungen für deutsche Schüler oder Lehrkräfte, insbes. Vorwort, Vokabularium im Anhang.
4. ↑  288 Seiten. Trotz des Untertitels mit dem kompletten Text; zusätzliche Erläuterungen, Hintergrundmaterial und Aufgaben (das sind die „Extraits“) in Französisch.
5. ↑  Vorige Bearbeitung von Marie-Odile André, ab Jahr 1991, ISBN 2-218-03542-1. Wie alle Bände der Reihe: kurze Auszüge (10), jeweils erläutert oder mit Material ergänzt oder mit „plan rédigé“.
6. ↑  Das Original wurde um rund ein Drittel gekürzt, wobei Zusammenfassungen die Auslassungen ersetzen. Vermutlich unbekannte Vokabeln sind je Seite unten übersetzt. Im Anhang Texte Zolas zu seiner Romantheorie sowie ein „vocabulaire de la mine“ zur leichteren Lektüre. Das Buch gibt es in zwei versch. Cover-Versionen.
7. ↑  Originaltext, um ca. ein Drittel gekürzt, mit Annotationen und Zusatzmaterial. Mit dem thematischen Wortschatz „Le vocabulaire de la mine“ (DNB 1001744381/04 – Inhaltsverzeichnis bei Deutsche Nationalbibliothek).
8. ↑  Zugang kostenfrei mit Kundendaten bei den meisten öffentlichen Bibliotheken in Deutschland.